# Navone
Navone is een historisch merk van hulpmotoren.
Giuseppe Navone was eigenaar van de merken Baudo, Itala en GN. Hij verkocht mogelijk vanaf 1928 onder zijn eigen naam de 175 cc PM hulpmotor, die door ingenieur P. Madoz ontwikkeld was en door de Franse firma Propul (Levallois) werd gemaakt. Navone was ook de Italiaanse vertegenwoordiger van de Franse merken PM en Train. 
PM staat mogelijk voor Propul Motorcycles of P. Madoz .